# Lactarius rostratus
Lactarius rostratus é um fungo que pertence ao gênero de cogumelos Lactarius na ordem Russulales. Encontrado na Europa, foi descrito cientificamente por Heilmann-Clausen em 1998.